# Сералта (Маса-Карара)
Сералта је насеље у Италији у округу Маса-Карара, региону Тоскана.
Према процени из 2011. у насељу је живело 98 становника. Насеље се налази на надморској висини од 114 м.